# Đại hội FIFA lần thứ 69
Đại hội FIFA lần thứ 69 đã tổ chức tại Paris expo Porte de Versailles ở Paris, Pháp vào ngày 5 tháng 6 năm 2019.

## Bầu cử chủ tịch năm 2019
Vào ngày 13 tháng 6 năm 2018, trong khi Đại hội FIFA lần thứ 68 ở Moskva, Chủ tịch FIFA đương nhiệm Gianni Infantino tuyên bố ứng cử viên của ông ấy cho nhiệm kỳ thứ hai. Sau hạn chót vào ngày 5 tháng 2 năm 2019, ông là ứng cử viên duy nhất. Do đó, ông được đảm bảo tái đắc cử với tư cách là Chủ tịch FIFA.

### Kết quả bỏ phiếu
| Đại hội FIFA lần thứ 69 Ngày 5 tháng 6 năm 2019 – Paris, Pháp |             |
| Đề cử                                                         | Vòng 1      |
| / Gianni Infantino                                            | Hoan nghênh |